# 유차창
제여왕 유차창(齊厲王 劉次昌, ? ~ 기원전 127년), 혹 유차경(劉次景)은 중국 전한의 황족 · 제후왕이다. 의왕의 아들로, 도혜왕 계통의 마지막 제왕이다.

## 일대기
원광 3년(기원전 132년), 아버지가 죽자 제나라 왕이 되었다.
제여왕의 어머니 기태후(紀太后)는 자기 동생 기씨의 딸을 제여왕의 왕후로 삼았으나, 제여왕은 이 왕후를 사랑하지 않았다. 기태후는 자기 집안이 거듭해서 왕의 총애를 받게 하고자 맏딸 기옹주를 궁으로 들여보내, 후궁들이 제여왕을 가까이하지 못하게 해 왕후만을 사랑하게 만들고자 했다. 그러나 제여왕은 도리어 자기 누나인 기옹주와 간통했다. 마침 장안에서는 황태후 왕씨가 전남편과의 사이에서 낳은 딸 수성군의 딸 아(娥)를 제나라에 시집보내려 해 자기를 섬기는 제나라 출신 환관 서갑(徐甲)을 제나라로 보냈고, 주보언은 서갑에게 청탁해 자기 딸을 왕의 후궁으로 넣어달라고 했다. 그러나 이 모든 말을 서갑에게 전해들은 기태후는 단호히 거부했고, 서갑은 황태후에게 돌아가 교섭 실패와 제여왕의 난행을 은근히 전했다. 황태후는 다시 혼사를 부탁하지 않았다.
한편 제여왕의 소문은 황제 무제에게까지 들어갔다. 그리고 주보언은 제나라에 원한이 생겨, 무제에게 제여왕 같이 먼 친족에게 제나라 같은 강대한 제후왕국을 맡길 수 없고, 제여왕이 난행을 저지르고 있다고 말했다. 무제가 주보언을 제나라 상으로 삼아 일을 바로잡게 하니, 주보언은 환관 중 제여왕과 기옹주의 간통을 주선한 자들을 법으로 처분했다.
제여왕은 어리고 죄가 커 주살될 것을 두려워해 약을 먹고 자결했다. 제여왕에게는 아들이 없었으므로, 봉국은 폐지되고 제나라는 한나라의 군으로 편입되었다. 재위 5년 만의 일이었다.

## 가계
- 제의왕 유수 = 왕태후 기씨(紀氏)
  - 기옹주 (紀翁主)
  - 제여왕 유차창